# Такикава (станция)
Станция Такикава (яп. 滝川駅 такикава эки) — железнодорожная станция в японском городе Такикава, обслуживаемая компанией JR Hokkaido.

## История
Станция Такикава была открыта 16 июля 1898 года. С приватизацией JNR она перешла под контроль JR Hokkaido.

## Линии
- JR Hokkaido
  - Главная линия Хакодате
  - Главная линия Немуро